# Кастель-Джорджо
Кастель-Джорджо (итал. Castel Giorgio) — коммуна в Италии, располагается в регионе Умбрия, подчиняется административному центру Терни.
Население составляет 2145 человек, плотность населения составляет 51 чел./км². Занимает площадь 42 км². Почтовый индекс — 5013. Телефонный код — 0763.
Покровителем коммуны почитается святой Панкратий Римский. Праздник ежегодно празднуется 12 мая.